# Toni Varela
Toni Santos Varela Monteiro (Santa Catarina, 13 de junho de 1986) é um futebolista profissional cabo-verdiano que atua como meia.

## Carreira
Toni Varela representou o elenco da Seleção Cabo-Verdiana de Futebol no Campeonato Africano das Nações de 2015.